# Coppa Cossu-Mariotti
La Coppa Cossu-Mariotti era un trofeo che veniva assegnato dalla sezione Sardegna della F.I.G.C. alla squadra sarda meglio classificata al termine del Campionato di Serie D.

## Palmarès
- 1961-62  Tempio
- 1962-63  Tempio
- 1963-64  Tempio
- 1964-65  Carbonia
- 1965-66  Calangianus
- 1966-67  Olbia
- 1967-68  Tempio
- 1968-69  Tempio
- 1969-70  Alghero
- 1970-71  Alghero
- 1971-72  Guspini
- 1972-73  Nuorese
- 1973-74  Nuorese
- 1974-75  Olbia
- 1975-76  Nuorese
- 1976-77  Torres
- 1977-78  Torres
- 1978-79  Sant'Elena Quartu